# Melissodes coreopsis
Melissodes coreopsis là một loài Hymenoptera trong họ Apidae. Loài này được Robertson mô tả khoa học năm 1905.